# Michal Baka
Michal Baka (* 25. August 1988) ist ein slowakischer Biathlet.
Michal Baka lebt in Valaská. Er lief in Martell im Rahmen der Biathlon-Juniorenweltmeisterschaften 2007 seine erste internationale Meisterschaft und belegte die Plätze 69 im Einzel, 24 im Sprint, 26 im Verfolgungsrennen und neun mit der Staffel. Daran schloss sich in Nové Město na Moravě das Debüt im Biathlon-Europacup der Junioren an. Abschluss der Wintersaison wurden die Biathlon-Europameisterschaften 2007 der Junioren in Bansko, bei denen Baka 43. des Einzels, 26. des Sprints, 28. der Verfolgung und achter mit der Staffel wurde. Das dritte Großereignis des Jahres wurden die Sommerbiathlon-Weltmeisterschaften 2007, bei denen der Slowake in Otepää in den Crosslauf-Disziplinen 39. im Sprint und Fünfter mit der Staffel wurde, bei den Rennen auf Rollski 26. des Sprints und 30. der Verfolgung. 2008 nahm er in Ruhpolding erneut an den Junioren-Weltmeisterschaften teil, bei denen er die Plätze 74 im Einzel, 69 im Sprint und 12 mit der Staffel der Slowakei erreichte. Es folgte Bakas Teilnahme an den Sommerbiathlon-Weltmeisterschaften 2008 in der Haute-Maurienne, bei denen er erneut in beiden Teildisziplinen zum Einsatz kam. Im Cross lief er auf die Plätze 21 im Sprint und 22 in der Verfolgung, auf Rollski kamen die Ränge 18 im Sprint, 20 in der Verfolgung und wurde Sechster mit der slowakischen Mixed-Staffel. In Canmore startete Baka 2009 ein drittes Mal bei den Juniorenweltmeisterschaften. Bei den Wettbewerben in Kanada wurde der Slowake 55. des Einzels, 53. des Sprints, 49. der Verfolgung und 13. mit der Staffel. Es schloss sich die Teilnahme an den Biathlon-Europameisterschaften 2009 in Ufa. In den Einzelrennen wurde Baka bei den Junioren eingesetzt. Im Einzel belegte er Platz 16, im Sprint Platz 28 und in der Verfolgung Platz 25. Für das Staffelrennen wurde er zu den Männern berufen.
2009 gab Baka sein Debüt bei den Männern im Leistungsbereich. Seine ersten internationalen Rennen bestritt er im Rahmen des IBU-Cups in Nové Město na Moravě. In seinem ersten Einzel lief er auf einen 56. Platz in einem Sprint. Bestes Resultat in der Rennserie ist bislang ein 50. Platz in einem Sprint von Osrblie. Sein erstes Rennen bei einer internationalen Meisterschaft bestritt er bei der Europameisterschaft 2009, wo er mit Dušan Šimočko, Martin Otčenáš und Matej Kazár im Staffelrennen Achter wurde.